# Rogeria curvipubens
Rogeria curvipubens é uma espécie de formiga do gênero Rogeria, pertencente à subfamília Myrmicinae.